# 동만주철도
동만주철도(東滿洲鐵道, 영어: East Manchuria Railway)는 일제치하의 조선 함경북도(현재 조선민주주의인민공화국 함경북도) 온성군에 있는 북선동부선(함북선) 훈융역과 만주국 간도성 훈춘현(현재 중화인민공화국 지린성 옌볜 조선족 자치주 훈춘 시)에 있었던 반석역(磐石驛)을 연결했던 철도노선과 여러 지선 및 그 노선들을 운영했던 회사를 말한다. 제2차 세계대전이 끝난 후 이 노선은 폐지되었고 현재 훈춘시내의 구간의 일부는 투훈 철로 노선으로 대체되어 있다. 훈융역에서 두만강철교의 중심까지는 1.2km였는데 이 구간은 일제의 지방철도법의 적용을 받았고 나머지 구간은 만주국의 법률인 사설철도법의 적용을 받았다.

## 노선정보
- 영업구간: 훈융역~판스역(磐石驛), 낙타하자역(駱駝河子)~로우룽커우역(老龍口驛), 마권자(馬圏子)~똥먀오링역(東廟嶺驛)
- 노선의 거리: 73.1km(이 가운데 조선측은 1.2km였음)
- 궤도간격：762mm(협궤)→1435mm(표준궤)
- 복선구간: 없음
- 전철화구간: 없음

역수에 관해서는 여러 가지 설이 있다.

## 역사
1932년 8월에 일본의 자본으로 훈춘철로(琿春鐵路)가 설립되어 도문동부선의 경원역(새별역)과 훈춘(琿春)을 연결하는 궤도간격 762mm인 경편철도의 건설이 계획되었다. 이후에 도문동부선의 연장으로 기점이 경원역에서 훈융역으로 변경되었으나, 용지매입의 문제와 일제강점기 조선과 만주국 법률 사이의 충돌문제로 두만강교량의 건설에 어려움이 있었다.
이 때문에 회사측에서는 불가피하게 만주국 영토에서 노선을 개통하기로 하여 슈와이안쯔역(用灣子驛)을 잠정적으로 기점으로 삼아 철로를 건설하였다. 그리하여 1935년 7월 10일에 湾子 - 琿春 구간이 개통되었다. 그 이후에 조선측에서 철도용지의 문제가 해결되면서 같은 해에 훈융역과 用湾子 구간이 개통되어 철도건설은 계획대로 진행되었다. 하지만 북선동부선 사이의 여객과 화물의 연계수송은 이 시점이 아니고 1936년 2월부터 개시되었다.
훈춘 지역은 만주국의 가상적국인 소비에트 연방과 접경지역이 되었기 때문에 동만주철도의 중요성이 커지게 되었다. 그리하여 1938년 3월에는 훈춘철로의 경영진이 도쿄에서 '동만주산업'(東滿洲産業)이라는 투자회사를 설립하고 같은 해 6월 15일에 훈춘철로를 매입하여 동만주산업의 자회사로 만들었다. 그리고 훈춘철로가 있던 장소에는 '동만주철도'라는 주식회사가 설립되었다.
이후에 이 철로는 남만주철도와 규격이 똑같이 될 필요가 있었으므로 1939년 11월에는 궤도간격이 1435mm(표준궤)로 바뀌었고 이에 따라서 두만강교량도 개축되었다. 이에 따라서 만주국철도의 기관차를 이 노선에 투입하는 것이 가능하게 되었다.  노선의 연장도 계획되었는데,  1940년 10월에는 본선의 일부인 琿春 - 駱駝河子 구간과 지선인 駱駝河子 - 哈達구간, 같은 해 11월에는 본선의 일부와 廟嶺지선에 해당하는 駱駝河子 - 馬圏子 - 東廟嶺 구간이 각각 개통되었다. 다음 해인 1941년 11월에는 본선인 馬圏子 - 磐石구간과 지선인 哈達門 - 乾溝子 구간이 1942년 10월에는 乾溝子 - 로우룽커우역(老龍口驛) 구간이 각각 개통되었다. 이후에도 연장계획이 있었으나 제2차 세계대전이 끝날 때까지 결국에는 실현되지 못하였다. 종전 후에 구만주국 지역에 소비에트 연방군이 점령하고 그 후에 중화민국이 구만주국 지역을 양도받으면서 동만주철도가 곳곳에 끊어지게 되었다. 국공내전 이후에 이 철도는 소멸되었다고 추정되는데, 언제 어떻게 폐지되었는지는 불분명하다.

## 역목록

### 본선
| 역이름     | 영업거리 (km) | 접속노선    | 소재지 (1942년 당시)     |
| ---------- | ------------- | ----------- | ------------------------ |
| 훈융(訓戎) | 0.0           | 북선동부선  | 조선 함경북도 경원군     |
| 水灣       |               |             | 만주국 지엔따오성 훈춘현 |
| 잉안(英安) |               |             | 만주국 지엔따오성 훈춘현 |
| 훈춘(琿春) |               |             | 만주국 지엔따오성 훈춘현 |
| 駱駝河子   |               | 지선        | 만주국 지엔따오성 훈춘현 |
| 馬圏子     |               | 먀오링 지선 | 만주국 지엔따오성 훈춘현 |
| 판스(磐石) |               |             | 만주국 지엔따오성 훈춘현 |

### 지선
| 역이름   | 영업거리 (km) | 접속노선 | 소재지 (1942년 당시) |
| -------- | ------------- | -------- | -------------------- |
| 駱駝河子 | 0.0           | 본선     | 지엔따오성 훈춘현    |
| 哈達門   |               |          | 지엔따오성 훈춘현    |
| 乾溝子   |               |          | 지엔따오성 훈춘현    |

### 먀오링 지선(廟嶺支線)
| 역이름           | 영업거리 (km) | 접속노선 | 소재지 (1942년 당시) |
| ---------------- | ------------- | -------- | -------------------- |
| 馬圏子           | 0.0           | 본선     | 지엔따오성 훈춘현    |
| 똥먀오링(東廟嶺) |               |          | 지엔따오성 훈춘현    |

- 역목록은 1942년 시각표를 기준으로 작성되었고, 만주국 구간의 역이름은 현대 중국어로 표기함.

## 같이 보기
- 남만주철도
- 조선총독부 철도